# Cerapachys fragosus
Cerapachys fragosus é uma espécie de formiga do gênero Cerapachys.